# King's Medal for Music

The King's Medal for Music (ou The Queen's Medal for Music sous le règne d'une reine) est un prix annuel créé en 2005 et remis chaque année en récompense pour la contribution d'une personne ou d'un groupe (orchestre) à la musique en Grande-Bretagne. La médaille est remise par la dotation royale (Privy Purse).
La Médaille peut être accordée à des personnes de toute nationalité. Le premier lauréat a été le chef d'orchestre australien Charles Mackerras.

## Lauréats
- 2005 : Charles Mackerras
- 2006 : Bryn Terfel
- 2007 : Judith Weir
- 2008 : Kathryn Tickell
- 2009 : Colin Davis[3]
- 2010 : Emma Kirkby[1]
- 2011 : Nicholas Daniel[4]
- 2012 : Orchestre national des jeunes de Grande-Bretagne (en)[5]
- 2013 : Thomas Allen[6]
- 2014 : Simon Halsey[7]
- 2015 : Oliver Knussen[8]
- 2016 : Nicola Benedetti[9]
- 2017 : Thea Musgrave[10]
- 2018 : Gary Crosby (en)[11]
- 2019 : Imogen Cooper[12]
- 2020 : Thomas Trotter (en)[13]
- 2021 : John Wallace[14]
- 2023 : Sarah Connolly[15]